# Arno Kuijlaars
Arnoldus Bernardus Jacobus Kuijlaars (1963) é um matemático neerlandês, especialista em teoria da aproximação.
Kuijlaars completou os estudos de graduação na Universidade Tecnológica de Eindhoven e obteve um doutorado em 1991 na Universidade de Utrecht, com a tese Approximation of Metric Spaces with Applications in Potential Theory. É atualmente professor na Universidade Católica de Leuven.
Foi palestrante convidado do Congresso Internacional de Matemáticos em Hyderabad (2010). Em 2011 foi eleito membro correspondente da Academia Real das Artes e Ciências dos Países Baixos. Em 2013 foi eleito fellow da American Mathematical Society.

## Publicações selecionadas
- «Chebyshev-type quadrature and partial sums of the exponential series». Math. Comp. 64: 251–263. 1995. MR 1250771. doi:10.1090/s0025-5718-1995-1250771-6
- «The zeros of Faber polynomials generated by an m-star». Math. Comp. 65: 151–156. 1996. MR 1325869. doi:10.1090/s0025-5718-96-00684-9
- with E. B. Saff: «Asymptotics for minimal discrete energy on the sphere». Trans. Amer. Math. Soc. 350: 523–538. 1998. MR 1458327. doi:10.1090/s0002-9947-98-02119-9
- with P. D. Dragner: «Equilibrium problems associated with fast decreasing polynomials». Proc. Amer. Math. Soc. 127: 1065–1074. 1999. MR 1469419. doi:10.1090/S0002-9939-99-04590-6
- with S. B. Damelin: «The support of the equilibrium measure in the presence of a monomial external field on [–1,1]». Trans. Amer. Math. Soc. 351: 4561–4584. 1999. MR 1675178. doi:10.1090/s0002-9947-99-02509-x
- Erik Koelink; Walter Van Assche, eds. (2003). «Riemann-Hilbert analysis for orthogonal polynomials by Arno B. J. Kuijlaars». Orthogonal Polynomials and Special Functions: Leuven 2002. [S.l.: s.n.]
- with Maurice Duits and Man Yue Mo: The Hermitian Two Matrix Model with an Even Quartic Potential. [S.l.]: American Mathematical Society. 2012